# Sikornik (Przydonica)
Sikornik – część wsi Przydonica, w Polsce, położona w województwie małopolskim, w powiecie nowosądeckim, w gminie Gródek nad Dunajcem.
W latach 1975–1998 miejscowość administracyjnie należała do województwa nowosądeckiego.